# Ptolemaios VII
Ptolemaios VII Neos Filopator var en ptolemeisk kung som mördades i unga år.